# Brandon's Last Ride
Brandon's Last Ride è un cortometraggio muto del 1914 diretto da Ulysses Davis.

## Produzione
Il film fu prodotto dalla Vitagraph Company of America.

## Distribuzione
Distribuito dalla General Film Company, il film - un cortometraggio in due bobine - uscì nelle sale cinematografiche statunitensi l'8 settembre 1914.